# 柏林亚历山大广场车站
柏林亚历山大广场站（德語：Bahnhof Berlin Alexanderplatz）是位于柏林市中心的米特区的一个火车站，它同时是柏林的一个公共交通枢纽。车站名称来自于临近的亚历山大广场。

## 介绍

地铁车站的平面图

亚历山大广场站与大多数长途火车站一样设有购物中心，因为位于市中心旅游区，这里有许多的旅游纪念品商店。
本站同时办理4条区域快线以及区域铁路（Regionalbahn）的客运业务，柏林城铁5号线、7号线、75号线使用车站地面部分、柏林地铁2号线、5号线、8号线使用的地下车站是柏林地铁最大的地下车站。同时，有4条轻轨线路、5条日间巴士线路和3条夜间巴士线路经停本站。